# Moronou

Moronou està situat al sud del districte de Lacs

Moronou és una de les 31 regions de Costa d'Ivori. Està situada al centre est del país i rep el seu nom de l'antic Regne de Moronou. La ciutat de Bongouanou n'és la seva capital. La regió de Moronou forma part del districte de Lacs juntament amb les regions de N'Zi i d'Iffou. Moronou té una superfície de 5.570 km² i el 2015 tenia una població aproximada de 352.616 habitants.

## Situació geogràfica i regions veïnes
Moronou està situada al centre est de Costa d'Ivori. Limita amb el districte de Yamoussoukro, al nord, amb Gôh a l'oest, amb Agneby-Tiassa al sud i amb N'Zi a l'est.

## Demografia

### Etnologia i llengües
- Els abés tenen com a llengua pròpia l'abé.

## Departaments i municipis
A la regió de Moronou hi ha tres departaments: Arrah, Bongouanou i M'Batto. Els seus municipis són Anoumaba, Arrah, Bongouanou, M'Batto i Tiémélékro.

## Economia
L'agricultura és el sector econòmic principal de la regió. A més a més, també cal considerar la importància de la ramaderia bovina i d'aviram i de la silvicultura.
El cafè, el cacau, l'oli de palma i l'hevea són alguns dels cultius industrials de Moronou. Els principals productes alimentaris que s'hi cultiven són el nyam, la banana, la mandioca, el taro, l'albergínia, els pebrots la pastanaga.

### Turisme
Els principals atractius turístics de la regió són el llac sagrat Socotê, els festivals del nyam i el llac Bohouné, entre d'altres.

## Cultura
L'ahossi, l'Akpôgbo, l'Akoucoubé, el N'nôrho i el tam-tam parlat són algunes de les danses tradicionals més destacades de la regió. També cal destacar la celebració dels festivals del nyam.